# أحمد يوسف
أحمد يوسف المستشار السياسي لرئيس الوزراء الفلسطيني المقال إسماعيل هنية.
درس الهندسة الميكانيكية و تخرج من الجامعات المصرية. عمل لفترة وجيزة في الخليج اكمل دراسات عليا في مجال الهندسة في الولايات التحدة الأمريكية. عاش جزءا كبيرا من حياته في الولايات المتحدة الأمريكية، شارك  كناشط في المؤسسات الإسلامية العاملة في الولايات المتحدة الأمريكية. عاد إلى غزة بعيد إخلاء الجيش الإسرائيلي للمستوطنات فيها. بمجرد فوز حماس في الانتخابات التشريعية الفلسطينية عام 2006م وتكليف إسماعيل هنية بتشكيل الحكومة الفلسطينية العاشرة، تم تعيينه مستشارا سياسيا لرئيس الوزراء.